# Городская дума
Городская дума — представительный орган местного самоуправления на уровне города в России в 1785 — 1918 годах, и с 1993 года, в Украине до 1920 г., а также в городах республиканского подчинения Латвии, а до вступления в силу нового административно-территориального деления в 2009 году — во всех городах Латвии. 
Также городской думой называется законодательный орган государственной власти города федерального значения Москва.

## В Российской империи
Как орган власти Дума городская возникла в России на основании данной 21 апреля 1785 года императрицей Екатериной II «Грамоты на права и выгоды городам Российской империи», которая предусматривала создание сословной «Общей городской думы». Общая дума избирала исполнительный орган, «шестигласную думу», состоявшую из городского головы и шести гласных, по одному из шести «разрядов» городских обывателей.
Павел I упразднил название городская дума, заменив названием на прусский манер ратгауз. В 1802 году Александр I вновь восстановил их названия, но в течение первой половины XIX века думы в городах России постепенно прекратили свое существование.
В феврале 1846 года императором Николаем I было утверждено новое городовое положение, призванное для начала улучшить систему органов местного управления в Санкт-Петербурге, а затем и во всей империи. Для представительства в думе было установлено деление на пять сословий:
- потомственные дворяне, имеющие в городах недвижимое имущество или прикосновенные к хозяйственной городской жизни;
- личные дворяне и разночинцы, то есть главным образом чиновники, а также ученые, художники, артисты и другие лица, не имевшие ни личного дворянства, ни почётного гражданства, но имеющие с ними равные права;
- купцы;
- мещане;
- цеховые ремесленники, не принадлежащие к мещанам. К городскому обществу причислены иногородние лица, занимающиеся в столице торговлей, промыслами и ремеслами.

Каждое сословие должно было избирать в Санкт-Петербургскую думу от 100 до 150 представителей, впоследствии общий размер столичной городской думы был сокращен до 250 человек.
В первые 14 лет действия нового городового положения общая Дума в Санкт-Петербурге собиралась только 17 раз, любой вопрос, даже собрание Думы требовал согласования генерал-губернатора. Система городского управления в России продолжала пребывать в упадке. В марте 1862 года император Александр II повелел «безотлагательно приступить к улучшению общественного управления во всех городах империи»: 20 марта он утвердил «Положение об общественном управлении города Москвы», закреплявшее новые принципы проведения выборов, организации и работы Думы. Кроме Санкт-Петербурга и Москвы городские думы появились в 1860-х годах также в Одессе и Тифлисе.
Городская реформа Александра II проводилась на основании «Городового положения 16 июня 1870 года», по которому в Российской империи были введены думы, как бессословные органы городского самоуправления, избиравшиеся раз в 4 года горожанами-плательщиками налогов, имевшими определённый имущественный ценз (в небольших городах империи использовалось также упрощённое городское управление без городской думы). 

## Современное состояние
В 1991 году был принят российский закон «О местном самоуправлении в РСФСР» (от 6 июля 1991 г. № 1550-I), который фактически разрешил создание вместо городских советов народных депутатов городских дум. В 2003 году был принят новый федеральный закон («Об общих принципах организации местного самоуправления в Российской Федерации» от 06.10.2003 г. № 131-ФЗ), в соответствии с которым в исключительной компетенции городской думы находятся: 
1. принятие устава города и внесение в него изменений и дополнений;
2. утверждение городского бюджета и отчета о его исполнении;
3. установление, изменение и отмена местных налогов и сборов в соответствии с федеральным законодательством;
4. принятие планов и программ развития города, утверждение отчетов об их исполнении;
5. определение порядка управления и распоряжения имуществом, находящимся в муниципальной собственности;
6. определение порядка принятия решений о создании, реорганизации и ликвидации муниципальных предприятий и учреждений, а также об установлении тарифов на услуги муниципальных предприятий и учреждений;
7. определение порядка участия города в организациях межмуниципального сотрудничества;
8. определение порядка материально-технического и организационного обеспечения деятельности органов местного самоуправления;
9. контроль за исполнением органами местного самоуправления и должностными лицами местного самоуправления полномочий по решению вопросов местного значения.